# Gay Bob
Gay Bob – lalka, zabawka stworzoną w roku 1977 przez Harveya Rosenberga sprzedawana przez jego firmę Gizmo Development. Gay Bob został w 1978 roku nagrodzony przez magazyn Esquire tytułem "Dubious Achievement Award" (w wolnym tłumaczeniu: Nagroda za dwuznaczne osiągnięcie).
Bob ma 13 cali (ok. 33 cm) i ubrany jest w flanelową koszulę, obcisłe dżinsy i kowbojskie buty. Ma przekłute jedno ucho. Pudełko, w którym był sprzedawany, wyglądało jak szafa i zawierało katalog, z którego można było zamówić dodatkowe ubrania. Kreator Rosenberg, określił Gay Boba jako odzwierciedlającego skrzyżowanie Paula Newmana i Roberta Redforda. Bob jest prawidłowo anatomicznie zbudowany.